# Aşağı Mollaali, Çınar
Aşağı Mollaali là một xã thuộc huyện Çınar, tỉnh Diyarbakır, Thổ Nhĩ Kỳ. Dân số thời điểm năm 2008 là 212 người.